# Handrohr
Das Handrohr (auch Handbüchse, Stangenbüchse oder Donnerbüchse; kurze Version Faustrohr, Faustbüchse; Spezialversionen Feuer- oder Kugellanze, Orgelbüchse, Standrohr) war die erste Handfeuerwaffe, d. h. eine Waffe, die von einem Mann allein transportiert und abgefeuert werden konnte. Die Entwicklung der Handrohre, den Vorläufern der Geschütze, begann etwa gleichzeitig mit den ersten Feuergeschützen der Artillerie: Bombarde, Mörser, Feldschlange, Kanone.

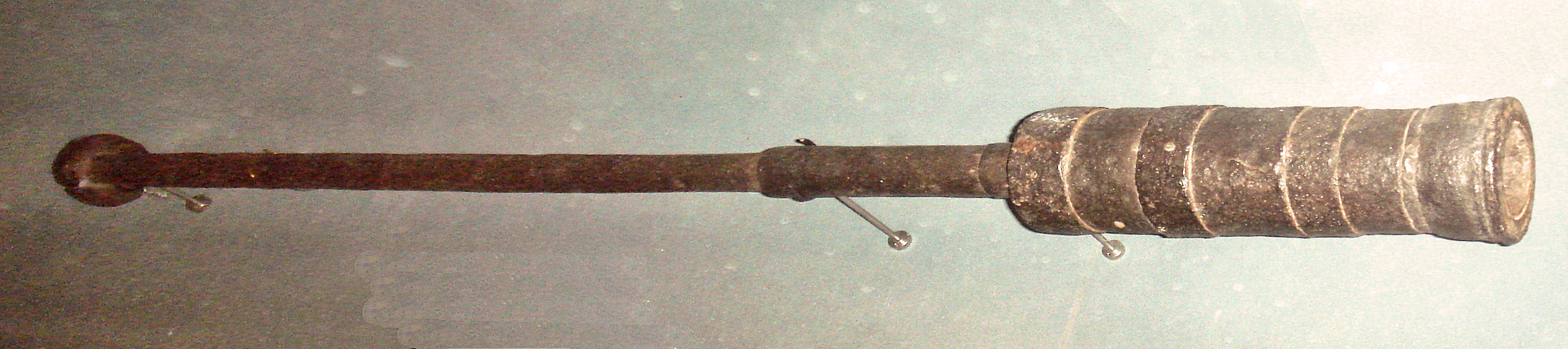
Westeuropäisches Handrohr um 1390–1400, Musée de l’Armée in Paris

## Geschichte

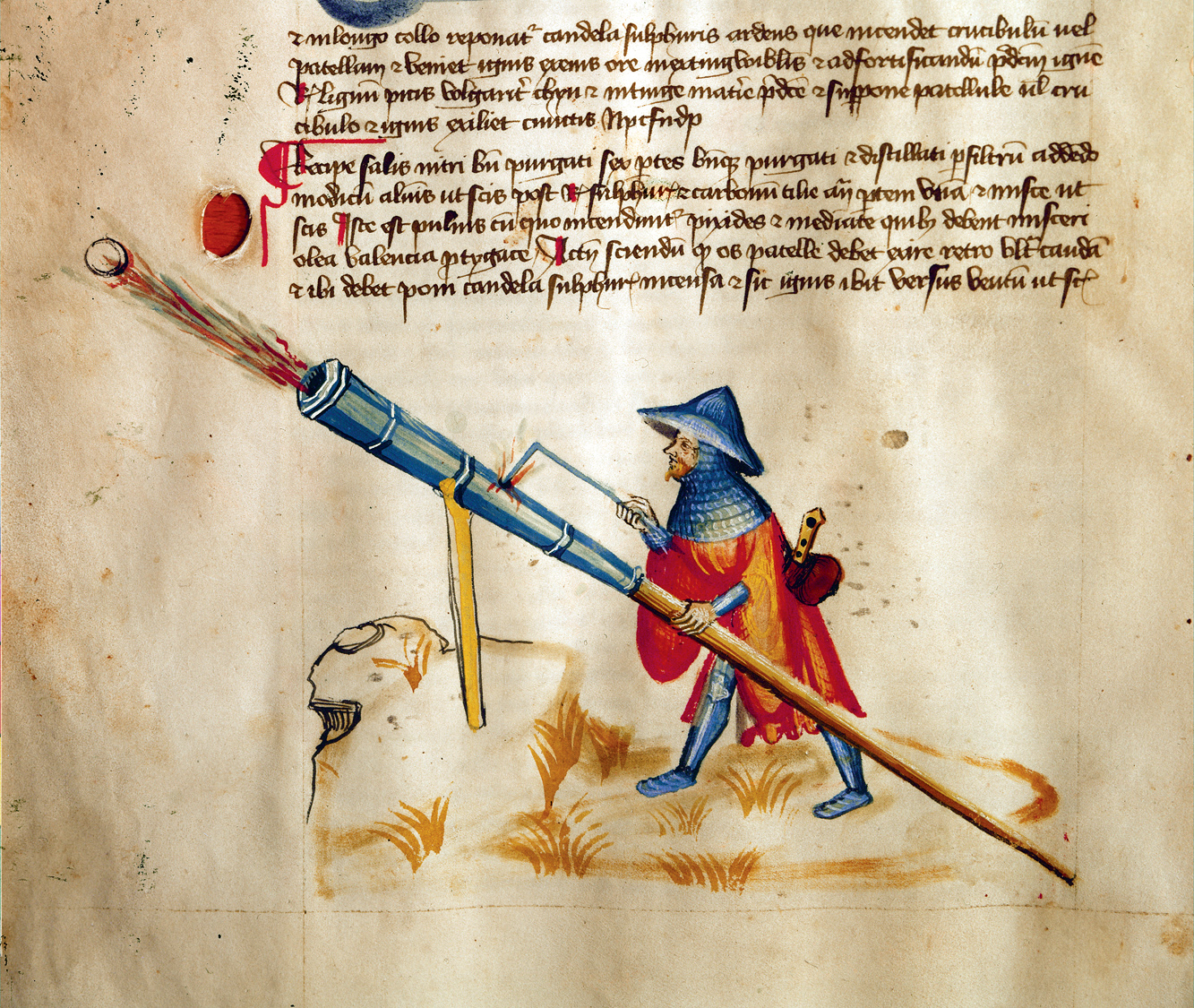
Stangenbüchse oder Standrohr, abgefeuert von einer hölzernen Stützgabel. Bellifortis-Handschrift von Konrad Kyeser, um 1400

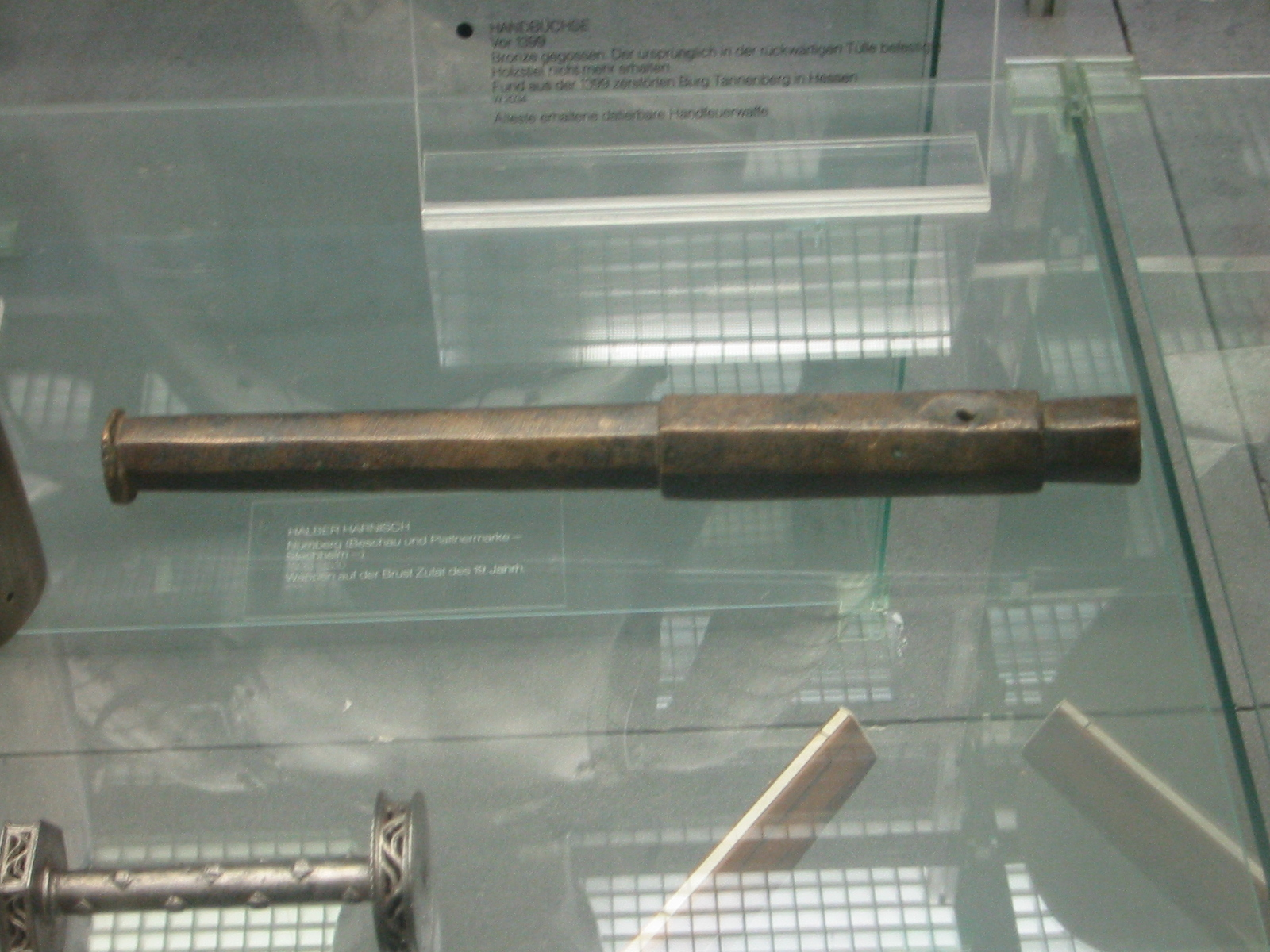
Tannenbergbüchse: älteste deutsche Handfeuerwaffe, gefunden im Brunnen der 1399 zerstörten Burg Tannenberg

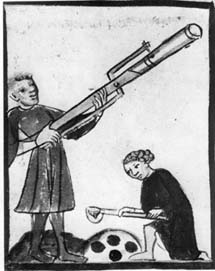
Ältester bekannter Abzugsmechanismus (Codex Vindobonensis 3069 (frühes 15. Jh.), Österreichische Nationalbibliothek, Wien)

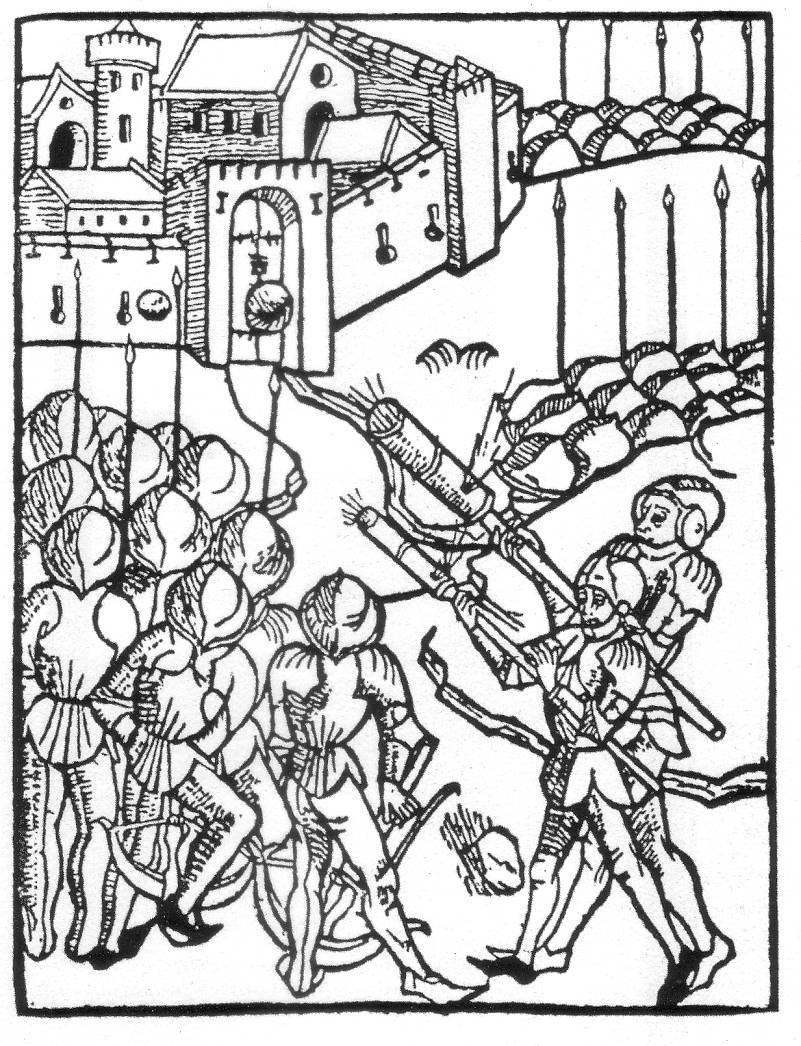
Einsatz von Handrohren bei der Belagerung einer befestigten Stadt, 1475

Über den Ort und die Zeit der Erfindung von Handrohren gibt es keine gesicherten Informationen. Es existieren einige schriftliche Hinweise und wenige, größtenteils aber nicht sicher datierte Originale. Als derzeit älteste Handfeuerwaffe kann die Heilongjiang-Büchse angesprochen werden, da jenes Objekt anhand beigefundener Bronzegerätschaften in die 1280er-Jahre datiert werden konnte, so dass eine chinesische Herkunft der Handfeuerwaffen sehr wahrscheinlich ist. Schriftliche Hinweise über Handrohre sind von Italien aus über Deutschland nach Flandern überliefert. Das älteste sicher datierbare europäische Handrohr, die sogenannte Tannenbergbüchse, wurde in der Burg Tannenberg gefunden und stammt aus dem Jahre 1399.
Wie im alten China und Orient war der ursprüngliche Zweck der „Donnerbüchsen“ vor allem wohl, durch donnerähnlichen Lärm Pferde bzw. Elefanten zu verwirren und panikartigen Schrecken zu erregen, bevor auch die den Feind treffenden, aus dem Handrohr abgefeuerten Kugeln an Bedeutung gewannen.
In Europa blieb das Handrohr bis etwa 1520 in Gebrauch, bevor die Arkebuse seinen Platz einnahm. Im Fernen Osten (insbesondere in China) wurden Handrohre bis ins 19. Jahrhundert hinein verwendet.

## Aufbau und Handhabung
Handrohre wurden zunächst aus Bronze vom Stückgießer gegossen. Erst mit der Entwicklung von besserem Stahl wurden auch Handrohre aus Eisen vom Büchsenmacher geschaffen. Als Munition wurden von Beginn an Bleikugeln verschossen – im Unterschied zu den großen Geschützen, bei denen anfangs auch Brandpfeile und Steinkugeln in Gebrauch waren.
Die Rohrlänge variierte zwischen etwa 190 und 600 mm. Das Kaliber reichte von circa 12 bis 36 mm, wobei sich bis Anfang des 15. Jahrhunderts das Kaliber 35 mm durchsetzte. Das Gewicht eines Handrohrs lag zwischen 1,5 und 15 kg bei Belagerungsmodellen. Viele Handrohre wiesen einen zweigeteilten Lauf auf, im vorderen Teil den Flug zur Aufnahme des Geschosses und dahinter mit einem kleineren Kaliber die Kammer zur Aufnahme der Pulverladung.
Zur leichteren Handhabung wurden die Handrohre an Holzstangen von ungefähr 600 bis 2000 mm Länge befestigt. Größere und schwerere Handrohre wurden mit Hilfe einer Stützvorrichtung (hölzerne Gewehrgabel, Burgmauer) abgefeuert. Beim Richten der Waffe musste mitunter ein zweiter Mann assistieren. Leichte Handrohre wurden unter dem Arm eingelegt (wie eine Lanze) oder von der Schulter gezündet (wie eine moderne Panzerfaust). Wegen des großen Rückstoßes war das Anlegen an der Schulter unüblich.
Das Gros der Handrohre waren Vorderlader, obwohl auch mit Hinterladermodellen experimentiert wurde. Bei allen Varianten zündete der Schütze die Pulverladung mit einer (beidseitig) brennenden Lunte. Diese führte er, bei frühen Modellen direkt per Hand, seit Mitte des 15. Jahrhunderts mittels Luntenschloss an das offene Zündloch.

## Reichweiten, Verwendung im Kampf
Trotz einer maximalen Reichweite von circa 300 m blieben Handrohre nur auf kurze Distanzen effektiv, da das Zielen schwierig ist. Bis zu einer Entfernung von 100 m vermochte das Geschoss eines Handrohrs eine Ritterrüstung zu durchschlagen.
Eine Person konnte auch noch auf 100 m tödlich getroffen werden. Nachteilig waren die umständliche Handhabung, die daraus resultierende niedrige Schussfrequenz und die Anfälligkeit des Pulvers gegen Wind und Nässe. Darum lag der Nutzen des Handrohrs weniger in offener Feldschlacht als vielmehr bei Belagerungen und beim Legen von Hinterhalten.

## Taktische Nachteile, strategische Vorteile
Obwohl die Handrohre den Langbögen und Armbrüsten in Handhabung, Zielgenauigkeit und Schussfrequenz (Handrohr: 1 Schuss/Minute; Armbrust: 2 Schüsse/Minute; Langbogen: 12 Schüsse/Minute) taktisch unterlegen blieben, eroberten sie dennoch ihren Platz in den Waffenarsenalen der spätmittelalterlichen Kriegsführung. Gründe dafür waren die niedrigen Produktionskosten (20 × billiger als eine Armbrust), die einfache (innerhalb eines halben Tages mögliche) Herstellung und die dadurch erleichterte Massenproduktion. Zudem verlangte die Verwendung nur wenige Tage Schützenausbildung: Bei Bedarf waren große Schützenkontingente in kürzester Zeit rekrutierbar, die zudem einen geringeren Sold bezogen als die in langen Jahren ausgebildeten Langbogenschützen.

## Spezialversionen und Weiterentwicklungen
Mit der mehrläufigen Orgelbüchse (4 bis 10 Rohre) wurde bereits im 15. Jahrhundert experimentiert.
Der Übergang zu kleineren Kalibern ging einher mit der Verbesserung der Schwarzpulverqualität und optimierten Gießverfahren: Das Volumen der Treibladung konnte verringert, das Gewicht der dickwandigen Handrohre herabgesetzt werden. Eine handwerkliche Weiterentwicklung war die bereits im 15. Jahrhundert aufkommende Hakenbüchse, aus der wiederum die Arkebuse und die Muskete hervorgingen.
Berittene Schützen verwendeten seit Mitte des 15. Jahrhunderts das „kurze Handrohr“. Abgefeuert wurde die etwa 250 mm lange Faustfeuerwaffe von einer am Sattel befestigten, abklappbaren Stützgabel. Das Faustrohr (Faustbüchse, Fäustling; im 16./17. Jahrhundert auch Puffer) behielt seinen Namen auch noch lange, nachdem es schon längst mit einem Radschloss versehen war. Damit war der Übergang zur modernen Pistole vollzogen.

## Problemstellung bei der Quellenlektüre
In älteren Quellen finden sich für unterschiedliche Handrohrtypen häufig identische Bezeichnungen, eine standardisierte Klassifizierung begann erst ab dem 16. Jahrhundert. Eine eindeutige Identifikation beschriebener Feuerwaffen ist darum heute oft nicht mehr möglich.